# Platyoides pictus
Platyoides pictus is een spinnensoort uit de familie Trochanteriidae. De soort komt voor in Zuid-Afrika.